# 臺北二二八紀念館
25°02′25″N 121°30′56″E / 25.040413°N 121.515568°E
臺北二二八紀念館，位於台北市二二八公園內，於1997年2月28日正式開館，同時象徵二二八事件50週年。其建築前身為日治時期臺灣放送協會的原臺北放送局演奏所。

## 歷史

### 日治時期

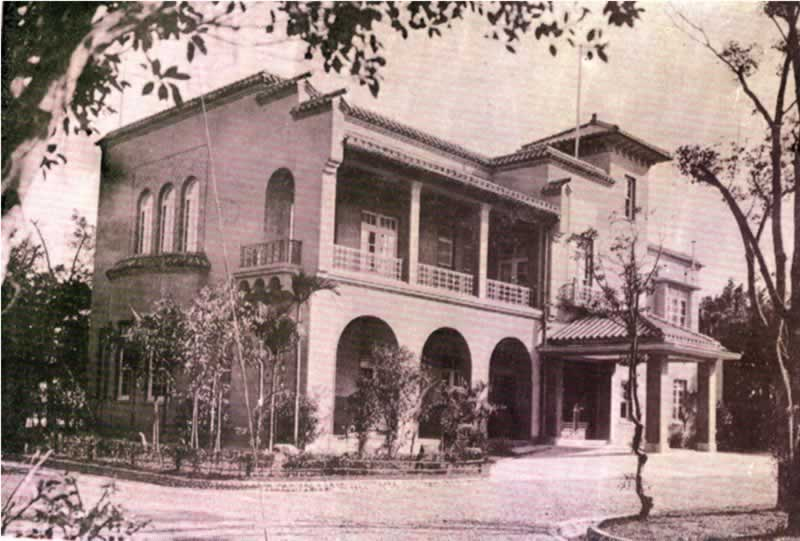
1931年的臺北放送局演奏所。

臺灣廣播業起始於大正十四年（1925年）6月17日，當時為紀念日本統治臺灣30週年而在總督府廳舍內設置播音室，在慶典之日進行臨時播音。 並在1930年正式設立10千瓦電力的廣播電臺，其中臺北放送局演奏所於1930年2⽉1⽇開⼯，同年11⽉8⽇竣⼯於臺北新公園，建物由總督府⼟⽊局營繕課的技師栗⼭俊⼀設計，此後在1931年成立財團法人臺灣放送協會，該棟建築則做為台灣第⼀個廣播電台，負責營運播放⾳樂、戲曲、演講節⽬及播報新聞等各業務之公共設施使用，當時呼號為JFAK，頻率為670Khz。

### 戰後時期
第二次世界大戰結束後，國民政府派林忠接收臺灣放送協會，並改組其為臺灣廣播協會；而臺北放送局隸屬中國國民黨中央執行委員會中央廣播事業管理處，易名為「中央廣播事業管理處臺灣廣播電台」。

#### 二二八事件
1947年2月27日，由於發生專賣局緝私組人員與憲警單位查緝私菸造成一死一傷之圓環緝菸事件，由於包圍警察局和憲兵隊，要求處理肇事者未果，因此在隔天2月28日上午九時，積怨已深的市民群體展開罷工、罷市，集結於臺灣省行政長官公署（現行政院館舍）門口抗議，公署衛兵無差別開槍射殺請願民眾造成多人死傷，後在下午兩點時，民眾聚會於中山公園（臺北新公園）開群眾大會，並同時佔領臺灣廣播電台向全臺灣廣播，報導事件經過，次日起，全臺灣各地先後知悉臺北的消息，事件蔓延全臺灣。，而後建築則重新由政府接收，作為宣傳打擊異議份子及遂行言論管制及意識型態宣傳之工具。

#### 中廣總局時期
1949年中華民國政府遷臺，中央廣播事業管理處於同年11月16日正式改組為中國廣播公司，並將總部遷入原台北放送局。1971年2月16日，由中廣與中國電視公司共用的廣播電視大廈啟用，中廣總部從臺北放送局原址遷入廣播電視大廈，並將台北放送局局舍交還臺北市政府。日後成為臺北市政府工務局公園路燈管理處辦公廳。

### 當代
1996年，臺北市政府基於這棟建築物在二二八事件中的重要地位與在台灣廣播史之歷史意義，選定此作為臺北二二八紀念館的館址。1997年2月28日，臺北二二八紀念館正式開館，由葉博文擔任創館館長。2020年5月14日，台北放送局局舍由臺北市政府文化局指定為市定古蹟。

## 建築設計

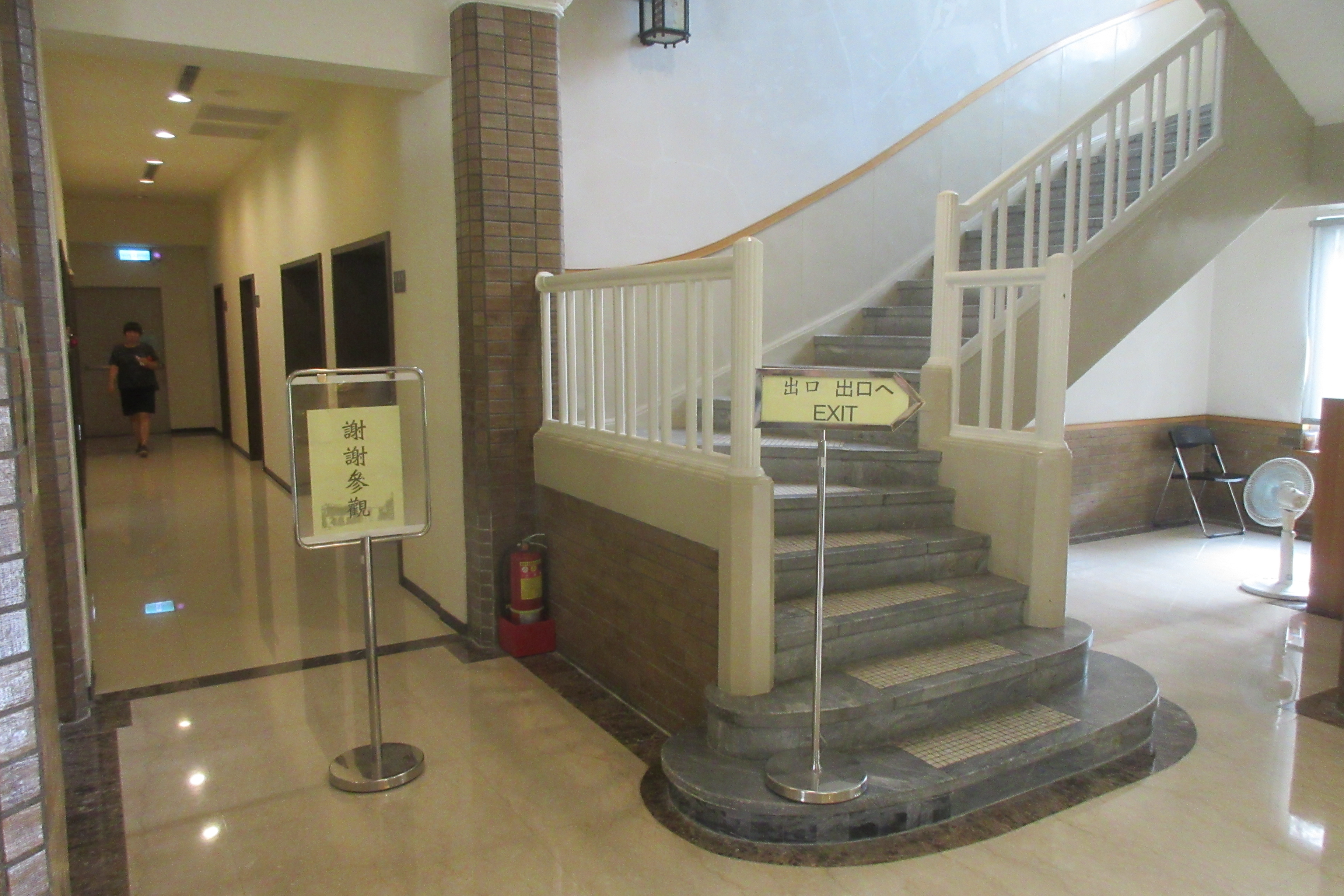
臺北放送局演奏所的室內樓梯。

台北放送局演奏所為2層樓之鋼筋混凝土建築，外觀屬近世復興式建築，建物是由總督府土木局營繕課技師栗山俊一、草間市太郎及角野正瞭設計及監造，溫度濕度調整裝置設計則是由平井靜夫、野口松夫和鳥巢享吉負責。在施工方面，第一期工事是由神戶駒一承攬，第二期工事則為杉村庄一承作。
在室內空間的規劃，在1樓配置共有玄關、⼤廳、接待室、辦公室等設施，2樓則有第一演奏室、第二演奏室、休憩室、控制室等。

## 參觀資訊
臺北二二八紀念館的展覽分為「常設展覽」和「當期展覽」，前者以12大單元回顧二二八事件的歷史脈絡，後者則是定期換展。館內尚推廣自導式戶外學習活動。
開放時間
週二至週日每日10:00～17:00（台灣時間）。逢國定假日及連續假期照常開館，隔日休館。每週一、國定假日後一日休館。
門票
門價全票為新台幣20元，可用悠遊卡購票。
| - 免收門票對象（需出示證明其身分之相關證件，非中華民國國籍者也適用）： 1. 十二歲以下或六十五歲以上之民眾。 2. 各級學校之在校學生。 3. 申請預約導覽參觀及學習，經文化局核准之團體。 4. 持有臺北市低收入戶證明。 5. 二二八事件受難者及其家屬。 6. 義通義勇警察、義勇消防人員、義勇警察及民防團隊編組人員。 7. 身心障礙者及其必要陪伴者一人。 8. 經文化局核准之各級學校校外教學活動。 9. 持有交通部觀光署核發導遊證者。 10. 辦理業務或教育宣導，經文化局專案核准者。 11. 依據「臺北市原住民長者使用市有場館設施優待要點」，五十五歲以上設籍臺北市原住民長者，得免費參觀。 | - 免收門票日： 1. 行政院函頒行政機關辦公日曆表所定之放假日。 2. 勞動節及軍人節。 3. 二二八事件宣導月（每年二月）。 4. 博物館日（每年五月十八日）。 5. 世界人權日（每年十二月十日）。 6. 其他經文化局公告之免費參觀日。 |

## 交通

### 臺北捷運
- 捷運： 淡水信義線台大醫院站1號出口

### 公車
- 公車站牌：台大醫院站、博物館站、衡陽路口站、二二八和平公園站

## 事件
文物保存
2014年8月，臺北市議員簡余晏、許淑華、林晉章走訪該館的文史資料室，發現畫家藍蔭鼎畫作《美國領事館》，被對折收在資料櫃。

## 周邊景點
- 臺灣廣播電臺放送亭
- 國立臺灣博物館
- 二二八福德宮
- 急公好義坊
- 黃氏節孝坊
- 臺北賓館

## 圖集
- 館名石
- 二二八和平紀念公園的入口處
- 臺北二二八紀念館的北棟
- 臺灣人的自治運動
- 光與詩的劇場
- 事件始末
- 記憶底層

## 外部連結
- 台北二二八紀念館 （页面存档备份，存于）
- 臺北市政府文化局 - 臺北二二八紀念館 （页面存档备份，存于）
- 台北二二八紀念館 Taipei 228 Memorial Museum的Facebook專頁